# Сейшельская рупия
Сейше́льская ру́пия — денежная единица государства Сейшелы.
Одна сейшельская рупия равна 100 центам. Международное обозначение — SCR.
В денежном обращении находятся банкноты номиналом в 10, 25, 50, 100 и 500 рупий, а также монеты в 1 и 5 сейшельских рупий и 1, 5, 10 и 25 центов.

## Банкноты
В обороте находятся банкноты номиналом 10, 25, 50, 100 и 500 рупий различных годов выпуска.
Банкноты прежних выпусков 1983 и 1989 годов являются платёжным средством, но встречаются крайне редко.
| Серия 1998—2008 годов | Серия 1998—2008 годов | Серия 1998—2008 годов | Серия 1998—2008 годов | Серия 1998—2008 годов | Серия 1998—2008 годов                        | Серия 1998—2008 годов                                                  | Серия 1998—2008 годов |
| Изображение           | Изображение           | Номинал (рупий)       | Размеры (мм)          | Основные цвета        | Описание                                     | Описание                                                               | Годы печати           |
| Лицевая сторона       | Оборотная сторона     | Номинал (рупий)       | Размеры (мм)          | Основные цвета        | Лицевая сторона                              | Оборотная сторона                                                      | Годы печати           |
| --------------------- | --------------------- | --------------------- | --------------------- | --------------------- | -------------------------------------------- | ---------------------------------------------------------------------- | --------------------- |
|                       |                       | 10                    | 150×75                | синий зелёный         | сейшельская пальма, крупнопятнистый спинорог | белая крачка, бисса, плод сейшельской пальмы                           | 1998 2008 2013        |
|                       |                       | 25                    | 150×75                | фиолетовый розовый    | гардения Райта, крылатка                     | памятник 200-летию в Виктории, пальмовый вор, сейшельский синий голубь | 1998 2008             |
|                       |                       | 50                    | 150×75                | зелёный коричневый    | ангрекум, королевский ангел                  | «Малый Биг-Бен» в Виктории, желтопёрый тунец, кювьеров пастушок        | 1998 2005             |
|                       |                       | 50                    | 150×75                | синий                 | ангрекум, королевский ангел                  | «Малый Биг-Бен» в Виктории, желтопёрый тунец, кювьеров пастушок        | 2011                  |
|                       |                       | 100                   | 150×75                | красный жёлтый        | непентес, рыбы                               | скалы на острове Маэ, бурокрылая крачка, гигантская черепаха           | 1998 2001             |
|                       |                       | 100                   | 150×75                | розовый               | непентес, рыбы                               | скалы на острове Маэ, бурокрылая крачка, гигантская черепаха           | 2011 2013             |
|                       |                       | 500                   | 150×75                | коричневый            | сейшельская пальма, рыбы                     | здание ЦБСО, рыбак с уловом, сейшельская совка                         | 2005                  |
|                       |                       | 500                   | 150×75                | коричневый            | сейшельская пальма, рыбы                     | здание ЦБСО, рыбак с уловом, сейшельская совка                         | 2011                  |